# Мосинет Геремеу
Мосинет Геремеу  (англ. Mosinet Geremew; род. 12 февраля 1992) — эфиопский легкоатлет, специализируется в беге на длинные дистанции. Серебряный призёр чемпионата мира 2019 года в марафонском беге. 

## Биография
В 2018 году стал вторым в марафоне в Чикаго с результатом 2:05:24. 
В 2019 году в марафоне в Лондоне он показал лучшее персональное время 2:02.55 и стал в итоге вторым призёром. 
5 октября 2019 года Мосинет Геремеу в Дохе стал серебряным призёром чемпионата мира 2019 года в марафонском беге, показав результат 2:10:44, уступив чемпиону 4 секунды.

## Персональные результаты
| Дисциплина  | Время    | Место      | Дата           |
| ----------- | -------- | ---------- | -------------- |
| 1500 м      | 3.47,50  | Луанда     | 2 января 2013  |
| 5000 м      | 13.17,41 | Шанхай     | 19 мая 2012    |
| 10000 м     | 27.18,86 | Нидерланды | 17 июня 2015   |
| Полумарафон | 59:11    | Нью-Дели   | 23 ноября 2014 |
| Марафон     | 2:02:55  | Лондон     | 28 апреля 2019 |